# Valle de Viñales
Das Valle de Viñales („Viñales-Tal“) liegt in der Provinz Pinar del Río, der westlichsten Provinz Kubas. Es befindet sich etwa 30 km nördlich der Provinzhauptstadt Pinar del Río. Das Tal, das etwa 10 km lang und 4 km breit ist, gilt als eine der schönsten Landschaften Kubas. Es liegt in der Sierra de los Órganos („Orgelpfeifengebirge“). Es ist mit seinen umliegenden Bergen ein Nationalpark, welcher 1999 von der UNESCO mit dem Titel „Kulturlandschaft der Menschheit“ ausgezeichnet wurde. Im Zentrum des Tals liegt der Ort Viñales.

## Geologie

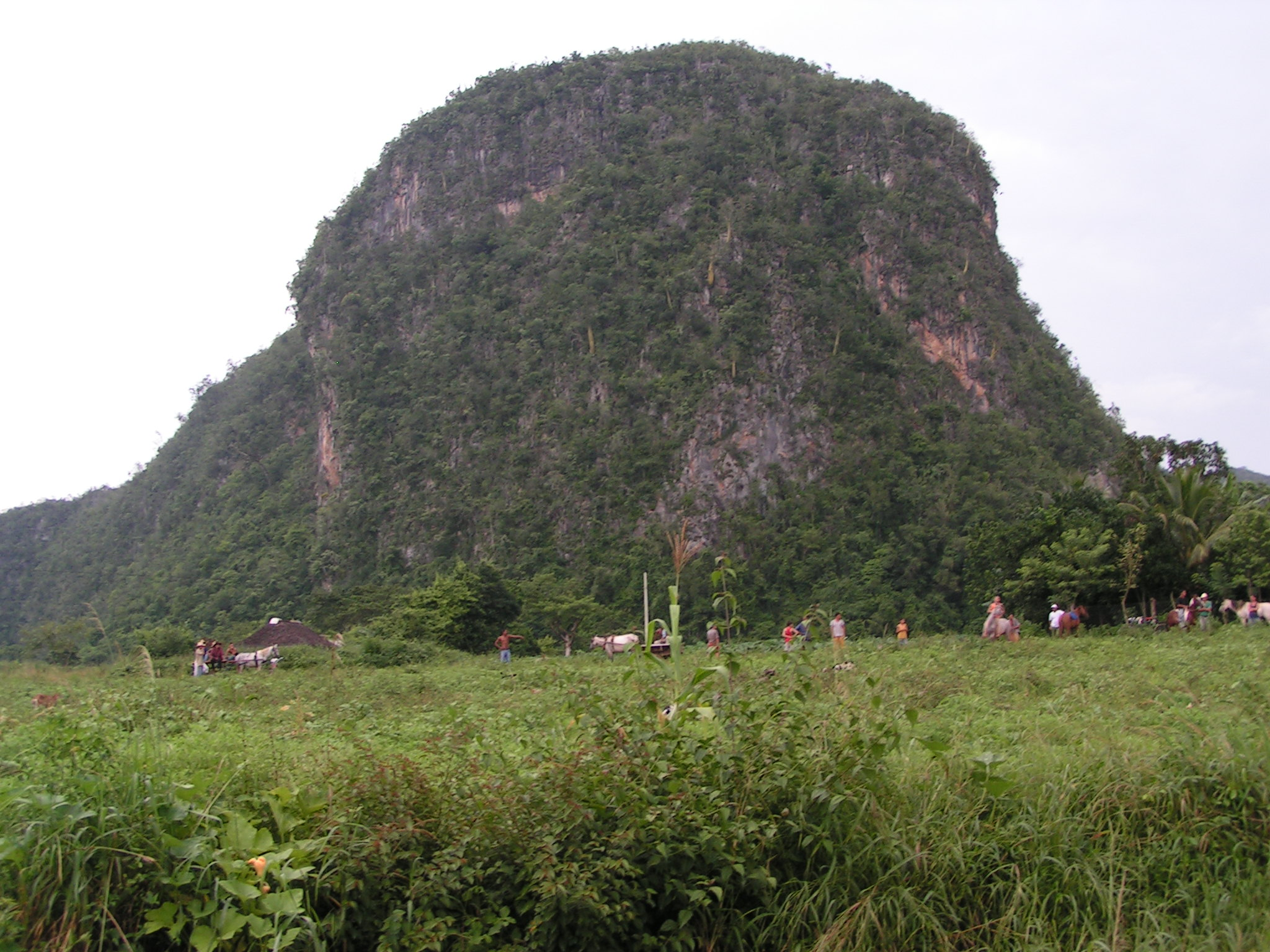
"Mogote" im Valle de Viñales

Das Gestein des Gebietes, in dem das Tal liegt, gehört zum geologisch ältesten Teil Kubas. Es entstand vor rund 170 Mio. Jahren. Durch Kalklösung (Korrosion) entstanden die Kalkfelsen, denen die Region ihre Faszination verdankt; man spricht von Verkarstung. Unterirdische Fließgewässer gruben sich in weichere, innerhalb des harten Kalkgesteins lagernde Zwischenschichten; in Abhängigkeit von bestimmten karsthydrologischen und geologischen Bedingungen bildeten sich so zahlreiche kleinere und größere Höhlensysteme. Durch Einsturz der Höhlendecken und weitere Erosion entstand der heute sichtbare, charakteristische Kegelkarst (Kegelfelsen), die Mogotes (Mogoten). Diese erreichen einen Höhenunterschied von bis zu 400 m.

## Flora und Fauna
Aufgrund des extrem porösen Untergrundes existiert an den Steilwänden der Mogotes eine einzigartige Vegetation, die sich dem schnell versickernden Regenwasser angepasst hat. Insgesamt gibt es 20 Arten, die nur im Viñales-Tal anzutreffen sind.
Eine besonders interessante Pflanze im Tal ist der Kubanische Palmfarn (Microcycas calocoma); er ist wie seine Verwandten bei den Palmfarnen (Cycadophyta) ein lebendes Fossil, das sich seit dem Karbon kaum mehr verändert hat.
Als besondere Tierart gibt es ein rattenähnliches Nagetier, die Jutia. Außerdem existieren 64 verschiedene Vogelarten im Naturschutzgebiet "Viñales-Tal".

## Wirtschaft

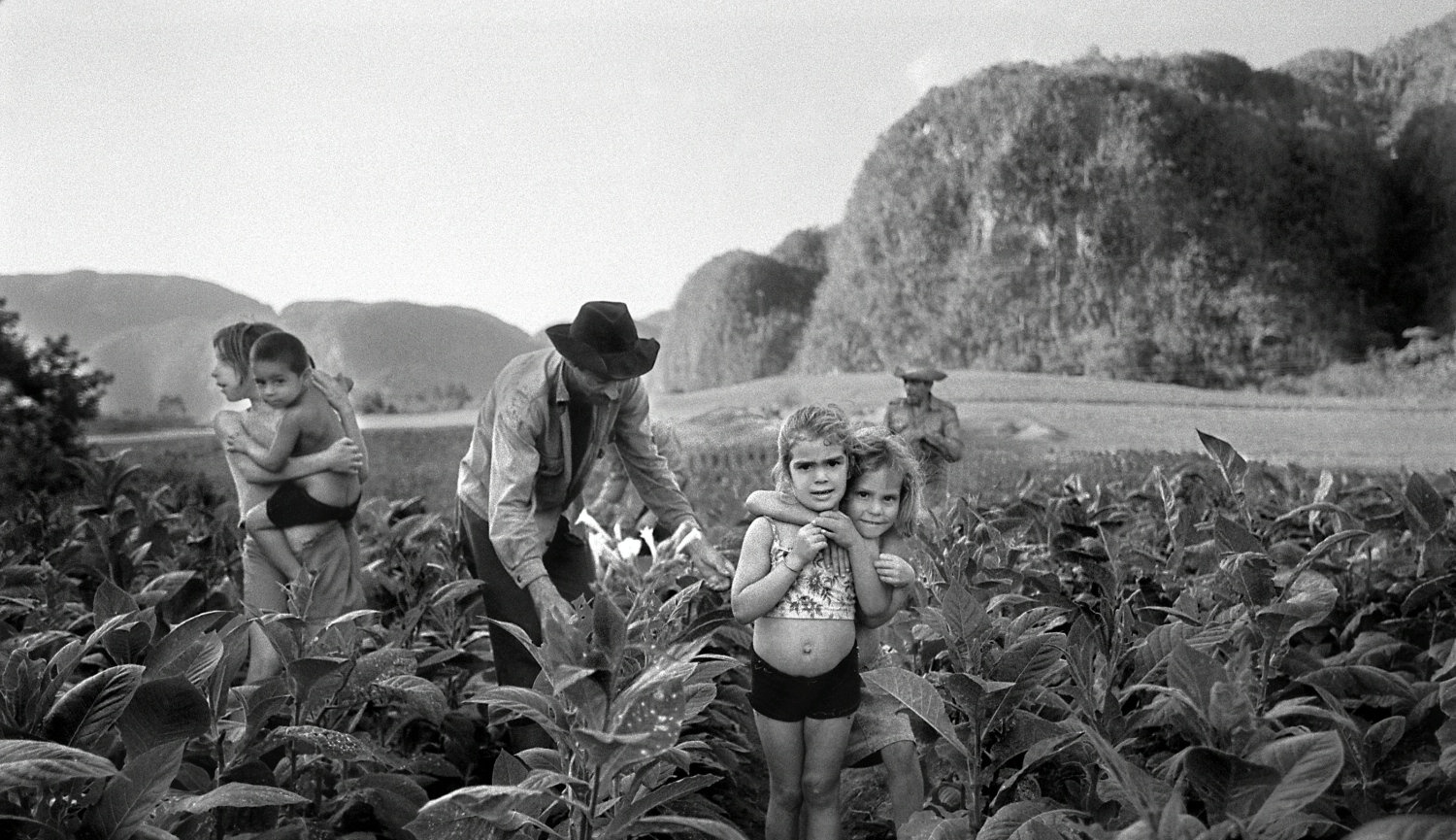
Manuel Rivera-Ortiz: Tabak-Ernte, Valle de Viñales, Kuba 2002

Eine Photovoltaik-Anlage im Valle de Viñales („Viñales-Tal“).

Das wichtigste Produkt des Viñales-Tales ist der Tabak. Daneben werden auch Kaffee und Yuca angebaut; sie sind aber im Vergleich zum Tabak bedeutungslos. Eine immer stärkere Rolle spielt der Tourismus. Trotzdem verfügt die Region nur über eine schwache touristische Infrastruktur. Viñales als meistbesuchter Ort der Provinz Pinar del Río verfügt nur über eine begrenzte Anzahl von Unterkunftsmöglichkeiten oder Restaurants.

## Sehenswürdigkeiten

Mural de la Prehistoria im Valle de Viñales

Die Hauptattraktionen des Tales sind die Landschaft mit ihren Mogotes, die Höhlen, z. B. Cueva del Indio, die Cueva de San Miguel und die Caverna de Santo Tomás sowie der Ort Viñales. Ein weiterer Anziehungspunkt ist das Mural de la Prehistoria, ein 1961 vom mexikanischen Künstler Leovigildo González Morillo auf einem Kalkfelsen geschaffenes, 120 Meter hohes und 180 Meter breites Kunstwerk, dessen Farbe aufgrund der häufigen und starken Regenfälle regelmäßig aufgefrischt werden muss.